# Селенгінські буряти
Селенгінські буряти (бур. Сэлэнгын буряадууд) — етнотериторіальна група у складі бурятського етносу. Розселені в нижній і середній течії Селенги і в нижній і середній течії Джіди та Чикоя.

## Історія
Племена табангутів, атаганів, хатагінів, сартулів, цонголів та ін., постійно прибували в XVII — XVIII століттях з етнічної Монголії від Чахара і Ордоса до Джунгарії в межі Росії, що було зумовлено міжусобицями між халхасцами і джунманами. Велика кількість інших бурятських племен у складі цієї етнотериторіальної групи пояснюється тим, що тут зібралося безліч уламків племен з Прибайкалля, що переселилися на східне узбережжя Байкалу в середині XVII — початку XVIII століть. Також після входження Бурятії до складу Російської імперії сюди було переселено кілька бурятів для несення служби в прикордонному Забайкальському козацькому війську.

## Родоплемінний склад

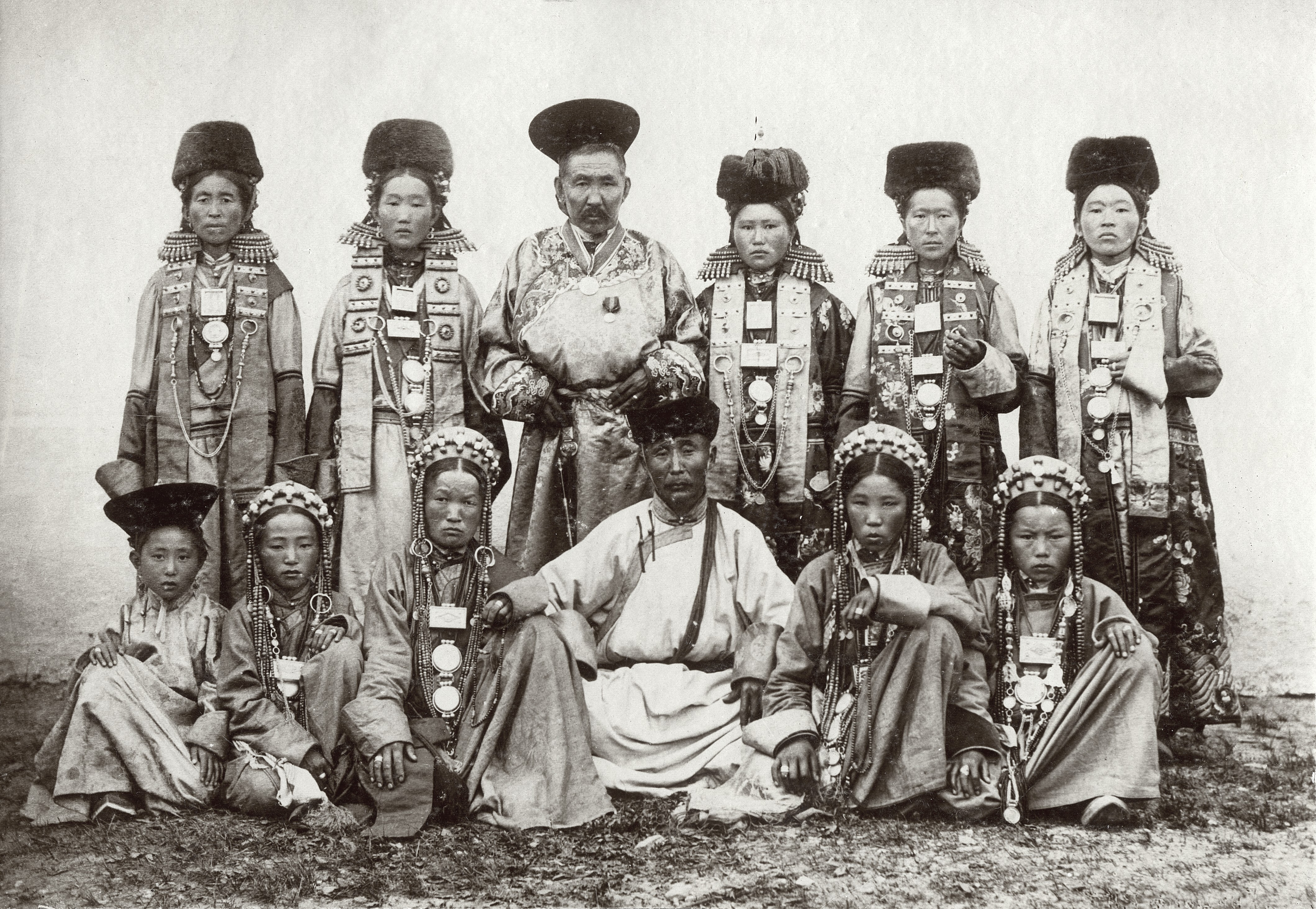
Селенгінські буряти. Світлина 2-й пол. XIX століття

До складу селенгінських бурятів входять такі племена і роди, як ашибагад (ашебагад), харануд, цонгол (сонгол), атаган, хатагін, сартул, узон, хурумша (хурумчі, хурумчин), олзон, бумал, табангуд бабай, боян, урянхай, шоно, абазай, галзуд (галцзуд), хонгодор, хасама, хамніган, бошин, шошолог, цоргіл, алцутха, телегун, хенцех, вибулк, бухарі (вкл. бухарські роди солових та рудих жеребців), тайші (тайчжі) (вкл. білі та чорні тайшинці), ширі, байдан, чонад, боготул, солон, гозум, бебелег, боленгуд, найман, цохор, батод (баатуд, баатад), хотогойд, юмшой (юншоб, юншоб), номход, ілджигід, урлуд, арабтан, арбанад, харчід, шаралдай, абагануд (абгануд), шаван, джарай, дурбед, хачинуд (хаченуд), зургін, хайтал, богол, булгад, янгуд, муруй, хангін, хогой, хухуд, хух хенгелдер, хотогту, хірчід, дамарин, лазні, алатай, халчин, хорчід, салджуд, хуйд (кхуйд), хулмед, хорлід (хурлад), онход, хердег (хирдик), бунгуд, хурхад, хурхуд, монгол, дабші, согол, борсой, бухуд, онгод, холдумуй, суламанги, бардам, аргасун, шарайд, батанай, гучід, хірид (кхірид), урлюд, абгад (авгад), сунуд, халбін, дайтхад, хойхо, арбатан, сойсун, орлод, харидол, загол, горлад, абагад-абгоцол, кірійт-керігут (хірід-херегд), урянхай-отонхой, хотокто-юншов, батот-хатагін, чахар, хотогон, тугчин, урад, горлос (хорлос), джалаїр (залайр), мінган, андагай, темдегтен, табантан, табдайтан, зельмен-урянхай, батут-урянхай, баїн-урянхай, булуудха (булуд), отог, добо, ходойтон, тимоонтон, енджетен, денжетен, галдантан, досоо бей, урянх-зембе, гоноонтон, хаатан, убур-кірей. У складі великого роду готол-бумал значаться такі пологи: онход, хангін, бухуд (букуд), холдомой (холдумуй), соломанхи, уута, бардам, арагусан, адушн, енгуд, муруй, хоогой (хогой) і хухид.

## «Баруун найман» та «зургаан есеге»

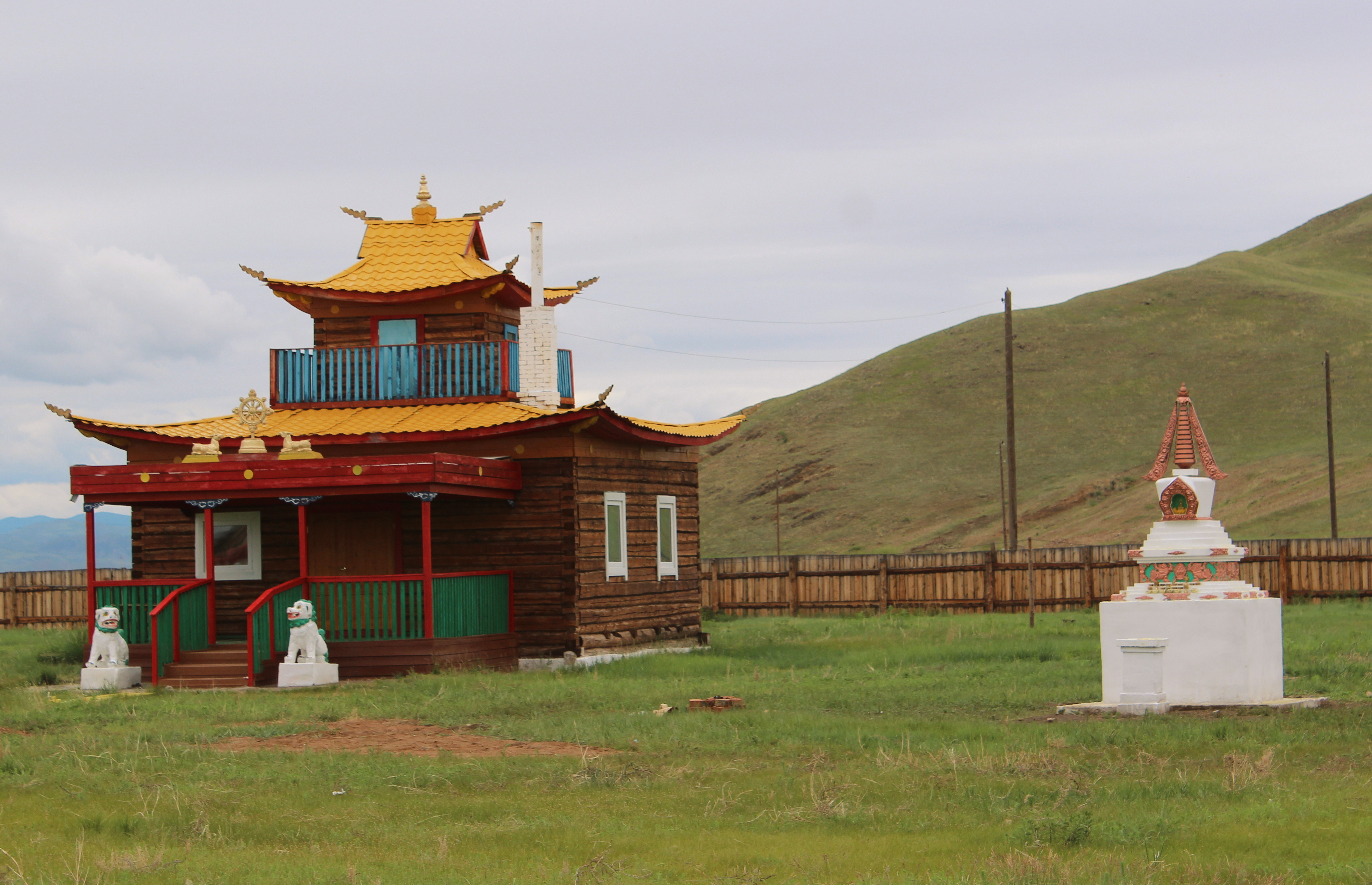
Табангут-Ічетуйський дацан

Селенгінські буряти поділялися на два крила: «баруун найман» (західна вісімка) та «зургаан есеге» (шість родів). «Баруун найман» становили цонголи, сартули, атагани, табангути, узони, хатагіни, ашабагати та підміські (андагай). «Зургаан есеге» становили шаралдай-харанууд, бабай-хурамша, готол-бумал, шоно, олзон, алагуй.

### Селенгінські отоки
У літописі «Історія виникнення шести селенгінських родів» згадуються десятки, які були об'єднані в отоки-роди.
Зургаан есеге. Іволгінська «десятка» бабай-хурамша, селенгінська «десятка» хурамша, жаргалантуйська «десятка» хурамша становили Бабай-хурамшинський оток; до першого отіку Шоно (Чонорудський) ехіритського аймака входило три десятки: гільбіринська «десятка» шоно, абзайська «десятка» шоно, харганатська «десятка» шоно; другий оток Шоно включав удунгінських і баянгольських ехіритів; олзони Дееде (Верхнього) Оронгоя, загустайські олзони, баяндай, хенгелдер становили Ользонівський оток; іволгінська «десятка» бумал-готолів та ангінська «десятка» бумал-готолів, оронгойські готол-буумал, загустайські готол-буумал, сутойські готол-буумал становили Бумал-Готольський оток; алагуй-іройська «десятка», ебер (убер) інзагатуйська «десятка» складали Алагуївський оток.
Харанутські отоки. За Л. Абаєвою, оток Харанут у складі селенгінських бурятів включав шість десятків: булагат-далай-харанут, нижньооронгойські шаралдай-харанут, загустайські харанут, іволгінські буян, жаргалантуйський абганат, тохойські буян. У книзі «Родовід іволгінських бурятів» у складі даного отоку згадуються сім десятків: іволгінські шаралдай-харанути, дунда (середні) харанути, загустайські харанути, доодо (нижні) оронгойські харанути, іволгінські буяни, жаргаляни.
Також згадуються чотири харанутські отоки: Селенгінський Харанутський оток, Селенгінський Енхорський Харанутський отік, Іройський Харанутський отік, Чикойський Харанутський оток. Селенгінський харанутський оток складався з поколінь шаралдай, боян, абаганут, ша-ван, чжарай, дурбет; Чикойський харанутський оток — харанут, хасама, хонгодор, хамніган, бошин, шишелок, ашбагат, боян; Іройський харанутський оток — далай-харанут, шаралдай, дабші.
Баруун найман. Крило «баруун найман» становили такі отоки: оток ашабагатів, два атаганських отоків, два отоків сартулів, три отоки табангутів, Підгородний оток (андагай), оток узонів, оток хатакинів, оток сонголів.

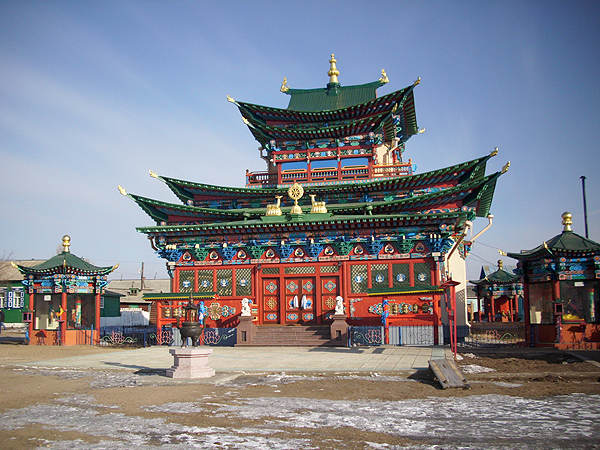
Іволгінський дацан. Палац Хамбо-лами Ітігелова

### Іволгінські роди
До складу іволгінських бурятів входять такі роди: ехіритські: шоно, абазай, олзон, баяндай, балтай, хенгелдур; булагатські: алагуй, бубай, буян, готол, хойбо, енгуд, шаралдай; також серед іволгінських бурятів відзначені такі роди: ашаабагад, абаганад, галзуд, хайтал, харануд, хурамчі, торгоуд, атаган. Рід алагуй представлений підродом одою. Одой представлений гілкою борной (борнийтон обог). Рід шоно представлений підродами: хамнай-шоно, согол-шоно, борсою-шоно. Согол-шоно у свою чергу представлений гілкою адаг-шоно.
Покоління іволгінських бурятів. Хамнай-шоно представлений поколінням дунууд, борсою-шоно — поколінням буянтай. Згадується гілка роду харанууд — Шаабан харанууд. У складі олзонів Іволгінського аймаку відзначені наступні покоління: улахай, ханхай, ахурга, баянгаза, тураха, хаптагай; у складі роду хенгелдур: бірту; у складі роду бубай: ологор; у складі роду буїн (буян, буянгууд): аржагар, хомогоожи; у складі роду готол: вулей, буумал, уута; у складі роду шаралдай: хуріган, багай; у складі роду хурамчі: шаатха, сабаахі; у складі роду харануд: шархи; у складі роду хойбо: метелики; у складі роду атаган: тубшентен. Крім цього в книзі «Родовід іволгінських бурятів» згадуються гілки роду шаралдай-харанууд: холхоотон, hамагантан, петруутан; роду готол-буумал: ламатан, жабуутан, шаратан, пулуутан, улаантан-башкиртан; роду буян (буїн): баалахан. У родоводів оронгойських олзонів відзначені гілки: улаахан олзон, багдал, харал олзон, моною; оронгойських харанутів: далайн харанууд, хандабайн харанууд, хандабай-шаралдай харанууд.